# Commission paritaire d'établissement
Cet article court présente un sujet plus développé dans : Université en France.
Pour les articles homonymes, voir CPE.
En France, dans les établissements publics d'enseignement supérieur relevant du ministre chargé de l'enseignement supérieur, la commission paritaire d'établissement (CPE), instituée en 1999 est consultée sur les décisions individuelles concernant les membres du personnel IATOS.
Jusqu'à la mise en place de la loi relative aux libertés et responsabilités des universités, elle examinait aussi, dans les universités, les questions d'organisation générale et de fonctionnement que la loi a transférées à des comités techniques paritaires.